# Gröbming

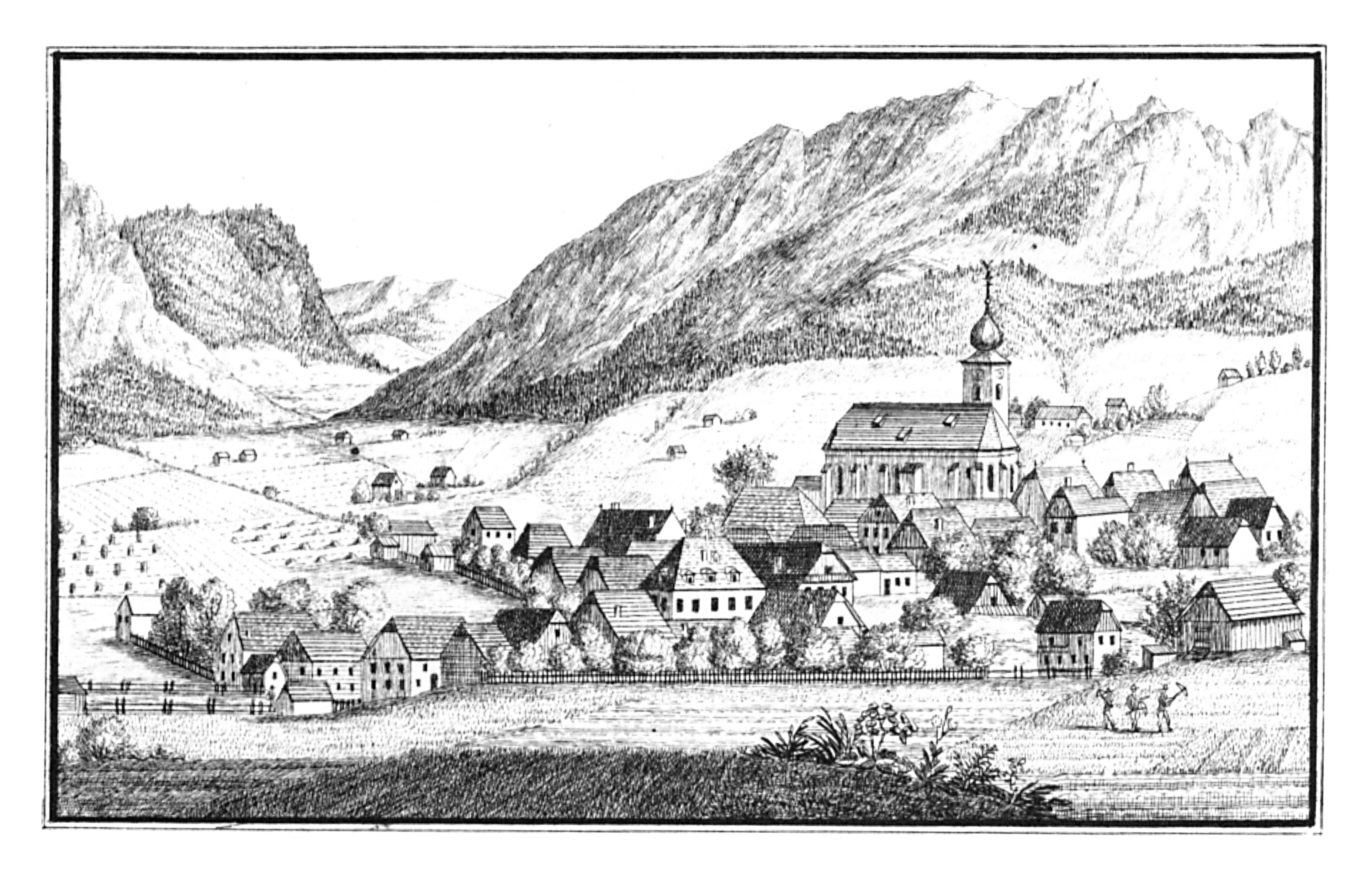
Gröbming w 1830

Gröbming – uzdrowiskowa gmina targowa w Austrii, w kraju związkowym Styria, w powiecie Liezen, siedziba ekspozytury politycznej Gröbming. Liczy 3117 mieszkańców (1 stycznia 2021).

## Geografia
Gröbming jest usytuowane u podnóża góry Stoderzinken, na której znajduje się duży ośrodek narciarski podporządkowany Ski amadé.

## Gospodarka
Spośród większych zakładów przemysłowych można wymienić: Getränke Wagner, Maier Schotterwerk, Letmaier, Schwarzkogler Fenster. Do czerwca 2012 spore zatrudnienie dawał magazyn firmy Schlecker.
Gröbming utrzymuje się głównie z turystyki, w dużej mierze dzięki położeniu w centrum ogromnego ośrodka narciarskiego. Od 15 lat co roku w miejscowości odbywa się parada zabytkowych samochodów z całego świata Ennstal-Classic. Podczas trzydniowej imprezy odbywają się liczne koncerty.